# Mariners de Virginia Beach
Maillots
Les Mariners de Virginia Beach (en anglais : Virginia Beach Mariners) étaient un club professionnel de football (soccer) basé à Virginia Beach aux États-Unis (dans l'État de Virginie). Ils évoluaient en Première division de la USL jusqu'à la saison 2006.
Depuis 2006 ils alignaient également une équipe de jeunes en Premier Development League, les Submariners de Virginia Beach.

## Historique
- 1994 : création du club sous le nom des Hurricanes de Hampton Roads
- 1995 : les Hurricanes deviennent les Mariners de Hampton Roads
- 2003 : nouveau changement de nom avec cette fois-ci les Mariners de Virginia Beach
- Mars 2007 : l'équipe cesse ses activités à la suite du départ de son propriétaire

## Anciens joueurs
- Jon Busch
- Darren Caskey
- Darin Lewis
- Richard Logan
- Shane McFaul
- Darren Warham